# يونس مدرك
يونس مدرك مواليد 1 أكتوبر 1977، هو لاعب قفز طويل مغربي. مثل بلاده في الأولمبياد. فاز بالميدالية الذهبية في بطولة أفريقيا لألعاب القوى.

## الميداليات
| الميدالية | المسابقة                        |
| --------- | ------------------------------- |
| ذهبية     | بطولة أفريقيا لألعاب القوى 2000 |
| ذهبية     | بطولة أفريقيا لألعاب القوى 2002 |
| برونزية   | بطولة أفريقيا لألعاب القوى 2006 |

## روابط خارجية
- يونس مدرك على موقع الاتحاد الدولي لألعاب القوى (الإنجليزية)
- يونس مدرك على موقع أوليمبيديا (الإنجليزية)